# Crkva sv. Jadre kod Donjeg Humca
Ruševine crkvice sv. Jadre (sv. Andrije) i okolno arheološko nalazište nalaze se u polju između Donjeg Humca i Nerežišća, općina Nerežišća, otok Brač.

## Opis
Vrijeme nastanka je od 1. do 14. stoljeće. Građevina urušena svoda jednostavnog je pačetvorinastog oblika s polukružnom apsidom, a bočni zidovi raščlanjeni su po jednim pilastrom. Krajem 19. stoljeća don Frane Bulić je oko crkve pronašao antičke reljefe i natpise te grobove od rimskog doba do 14. st. Ruševine gotičke crkvice na slojevitom arheološkom nalazištu iz rimskog i ranosrednjovjekovnog razdoblja vrijedan je sakralni sklop.

## Zaštita
Pod oznakom Z-4457 zavedena je kao nepokretno kulturno dobro - pojedinačno, pravna statusa zaštićena kulturnog dobra, klasificirano kao "sakralne građevine".